# Noordelijke uitbreiding van Brussel
De noordelijke uitbreiding van Brussel is een gebied in het Brussels Hoofdstedelijk Gewest dat toebehoort aan de Belgische gemeente Brussel, gelegen ten noorden van de Vijfhoek.

## Locatie
De noordelijke uitbreiding van Brussel bestaat uit twee terreinen gelegen aan het Zeekanaal Brussel-Schelde. Aan de noordwestzijde van het kanaal omvat de noordelijke uitbreiding het terrein van Thurn en Taxis en een smalle strook langs het kanaal tot aan het Sainctelettesquare. Aan de zuidoostzijde begint het gebied aan de Kleine Ring en loopt langs het kanaal tot ten zuidwesten van het dorp Haren. De noordelijke uitbreiding heeft een lengte van ongeveer vijf kilometer.
Ten noordoosten van de noordelijke uitbreiding ligt Haren (ook deel van de gemeente Brussel), ten oosten ligt Schaarbeek, ten zuidoosten ligt Sint-Joost-ten-Node, ten zuiden ligt de Vijfhoek (van de gemeente Brussel), ten westen ligt Sint-Jans-Molenbeek en ten noordwesten liggen Laken en Neder-Over-Heembeek (beide ook deel van de gemeente Brussel).
Het gedeelte van de noordelijke uitbreiding gelegen tussen het Zeekanaal Brussel-Schelde, de Kleine Ring en de spoorwegen langs het Noordstation is onderdeel van de Noordruimte. De brede Koning Albert II-laan die ongeveer zuid-noord door de wijk heen gaat volgt de gemeentegrens en naast de noordelijke uitbreiding Brussel is de Noordruimte ook gelegen op het grondgebied van de gemeenten Sint-Joost-ten-Node en Schaarbeek. 

## Geschiedenis
Aan het einde van de 19e eeuw moesten de Haven van Brussel en het kanaal Brussel-Charleroi gemoderniseerd worden en men raamde de kosten hiervan op 35 miljoen Belgische frank. De stad Brussel besloot toen om een deel van de kosten van dit project voor een bedrag van 12,4 miljoen frank zelf te financieren onder voorwaarde dat het terrein van Thurn en Taxis en de grond langs het kanaal bij de stad Brussel werden gevoegd. In 1897 annexeerde de stad Brussel dit havengebied met Thurn en Taxis en raakten de gemeenten Laken en Sint-Jans-Molenbeek een stuk van hun grondgebied kwijt.
Tussen 1902 en 1907 werden de gebouwen op Thurn en Taxis gebouwd.
Toen ten noorden van de haven van Brussel een voorhaven werd aangelegd wilde de stad Brussel deze ook financieren onder de voorwaarde van annexatie. In 1921 werd de stad in het gelijk gesteld en verkreeg de stad delen van de gemeenten Schaarbeek en Sint-Jans-Molenbeek, zodat de voorhaven en kaaien aangelegd kon worden. In 1939 werden deze werkzaamheden voltooid.
In 1921 werden naast de noordelijke uitbreiding ook de gemeenten Laken, Neder-Over-Heembeek en Haren toegevoegd aan de gemeente Brussel. Deze voormalige gemeenten werden tevens geen "deelgemeenten" van Brussel. Ze werden geannexeerd voor er sprake was van het concept deelgemeente. Dat is tevens pas mogelijk na de invoering van de eenheidswet van  14 februari 1961.